# Les Derniers Jours d'Emmanuel Kant (film)
Pour l’article homonyme, voir Les Derniers Jours d'Emmanuel Kant (livre).
Pour plus de détails, voir Fiche technique et Distribution.
Les Derniers Jours d'Emmanuel Kant est un film français réalisé par Philippe Collin, sorti en 1993.

## Synopsis
Emmanuel Kant, le célèbre philosophe, auteur de la Métaphysique des mœurs, approche de la fin de sa vie. Son existence est entièrement rythmée par des habitudes prises depuis de longues années. Le départ de son majordome va bouleverser cette vie si bien planifiée...

## Fiche technique
- Réalisation : Philippe Collin
- Scénario : Philippe Collin, André Scala, adapté du récit de Thomas de Quincey
- Production : Archipel 33
- Distribution DVD : éditions Films du Paradoxe
- Format :  noir et blanc
- Durée : 70 minutes (1h10)
- Date de sortie :

## Distribution
- David Warrilow : Emmanuel Kant
- Christian Rist : le silhouetteur
- André Wilms : Wasianski
- Roland Amstutz : Lampe
- Julien Rochefort : l'étudiant
- Claude Aufaure : l'oiseleur
- François Raoul-Duval : le Général
- Alain MacMoy : Green
- Jean Dautremay : Borowski
- Alain Rimoux : Motherby
- Hélène Roussel : la sœur d'Emmanuel Kant
- Réginald Huguenin : Kauffmann
- Emmanuelle Clove

## Critiques
« Les acteurs confèrent à leur rôle un poids de chair, une bonne humeur et une espèce de sérénité qui consacre la réussite absolue de l'une des entreprises les plus originales qu'on ait vue. », le Nouvel Observateur[Qui ?][Quand ?]
« Portrait burlesque de ce géant de Koenigsberg, Collin se fait de la philosophie une idée vivace, drôle et brillante. », Libération[Qui ?][Quand ?]
« Comme un film "straubien" qui serait contaminé souterrainement par Tati. Un film aussi intelligent, austère et rigoureux que la vie du célèbre philosophe. » J. Morice, Les Inrockuptibles, 1995